# Miroslav Iringh
Miroslav Iringh (28. února 1914, Varšava – 28. května 1985, Varšava) byl velitel 535. čety Slováků ve Varšavském povstání.

## Životopis
Pocházel ze slovenské rodiny dlouhodobě usazené ve Varšavě. Věnoval se literární tvorbě a novinářské práci. V září 1939 působil jako příslušník Československé legie v Polsku. Po 2. světové válce pracoval jako novinář a fotograf a byl postižen komunistickým režimem za členství v Armii Krajowé. Spolupracoval s periodiky Život, Gazeta Lubelska, Życie Warszawy. Zemřel na rakovinu plic. V současnosti je po něm ve varšavském Czerniakově pojmenováno náměstí. V roce 2007 mu byl udělen Řád Ľudovíta Štúra I.m.

## Varšavské povstání
Podporučík Miroslav Iringh (bojové jméno „Stanko“) byl v době Varšavského povstání v roce 1944 velitelem 535. čety Slováků skupiny „Kryska“ Zemské armády, která působila ve čtvrti Czerniakow. Samotná četa byla zformována už v roce 1943 a její členové nosili na rukávě zvláštní pásku se slovenskou trikolórou a slovenským znakem (na rozdíl od bílo-červené pásky ostatních příslušníků AK).